# Macquartia nudigena
Macquartia nudigena là một loài ruồi trong họ Tachinidae.